# 徐贻聪
徐贻聪（1938年10月6日—），江苏淮安淮阴人，中华人民共和国政治人物、外交官，1973年4月加入中国共产党。曾担任外交部美大司、拉美司副司长，新华社驻巴拿马分社记者和世界知识出版社社长、党委书记。

## 生平
徐贻聪毕业于淮阴中学和北京外国语学院西语系。1963年，进入中华人民共和国外交部工作，派任古巴驻华大使馆中文翻译。1971年，调任北京外交人员服务局政治处任职。1972年，调任墨西哥驻华大使馆中文秘书兼大使翻译。1974年4月，调至北京外交服务局接受“再教育”。同年11月，因外交部缺员，徐贻聪被召回，预备派往驻墨西哥大使馆任职，但由于随后外交部冻结人员外派，留在美大司任职。1977年，外派驻墨西哥大使馆任随员。1979年，调任新华社巴拿马分社，担任记者。1983年12月底，回国任外交部美大司三处处长。1986年3月，赴尼加拉瓜组建大使馆，并任参赞兼首席馆员。1987年7月，回国在外交部美大司担任领导工作，并于次年升任副司长，参与组建拉美司。1989年，拉美司正式成立，调任拉美司副司长。1991年6月，出任中华人民共和国驻厄瓜多尔大使。1993年9月，出任中华人民共和国驻古巴大使。1995年11月，陪同卡斯特罗访华，同时结束驻古巴大使的任期。1996年2月，任世界知识出版社党委书记兼社长。1997年9月，出任中华人民共和国驻阿根廷大使。2000年11月，结束大使任期回国。2001年1月，结束外交工作退休。

## 荣誉
- 大十字级五月勋章（阿根廷，2000年）[7]